# Jim Carmichael
Jim Carmichael (California, 1º agosto 1909 – Los Angeles, 26 maggio 1988) è stato un animatore e doppiatore statunitense.
Ha lavorato come animatore in molti film.